# La pell dels murs
La pell dels murs és una sèrie documental de deu episodis que mostra el procés de creació d'obres murals per part de diversos artistes en diferents escenaris de Catalunya.

## Concepte
El programa és un punt de trobada entre artistes audiovisuals i artistes plàstics per dialogar sobre l'art urbà contemporani, una conversa entre el llenguatge artístic més antic, el muralisme, i el més modern, l'audiovisual digital. La llibertat creativa de La pell dels murs fa que cada capítol sigui original i recull la proposta personal del seu realitzador.
Cada capítol està dedicat a un artista amb projecció internacional diferent captat per la mirada d'un realitzador distint, des de la ideació fins a la presentació final, passant per un conjunt de reflexions sobre l'obra d'art en l'espai públic i el seu valor en termes d'obra accessible per a tothom, d'obra efímera destinada a desaparèixer i, alhora, d'obra transgressora i estímul de debat social. Alguns dels protagonistes són Aryz, Lily Brik, Jorge Rodríguez-Gerada, Marina Capdevila, Roc Blackblock i Xavier Artigas, entre d'altres.